# Mistrovství Slovenska v rallye

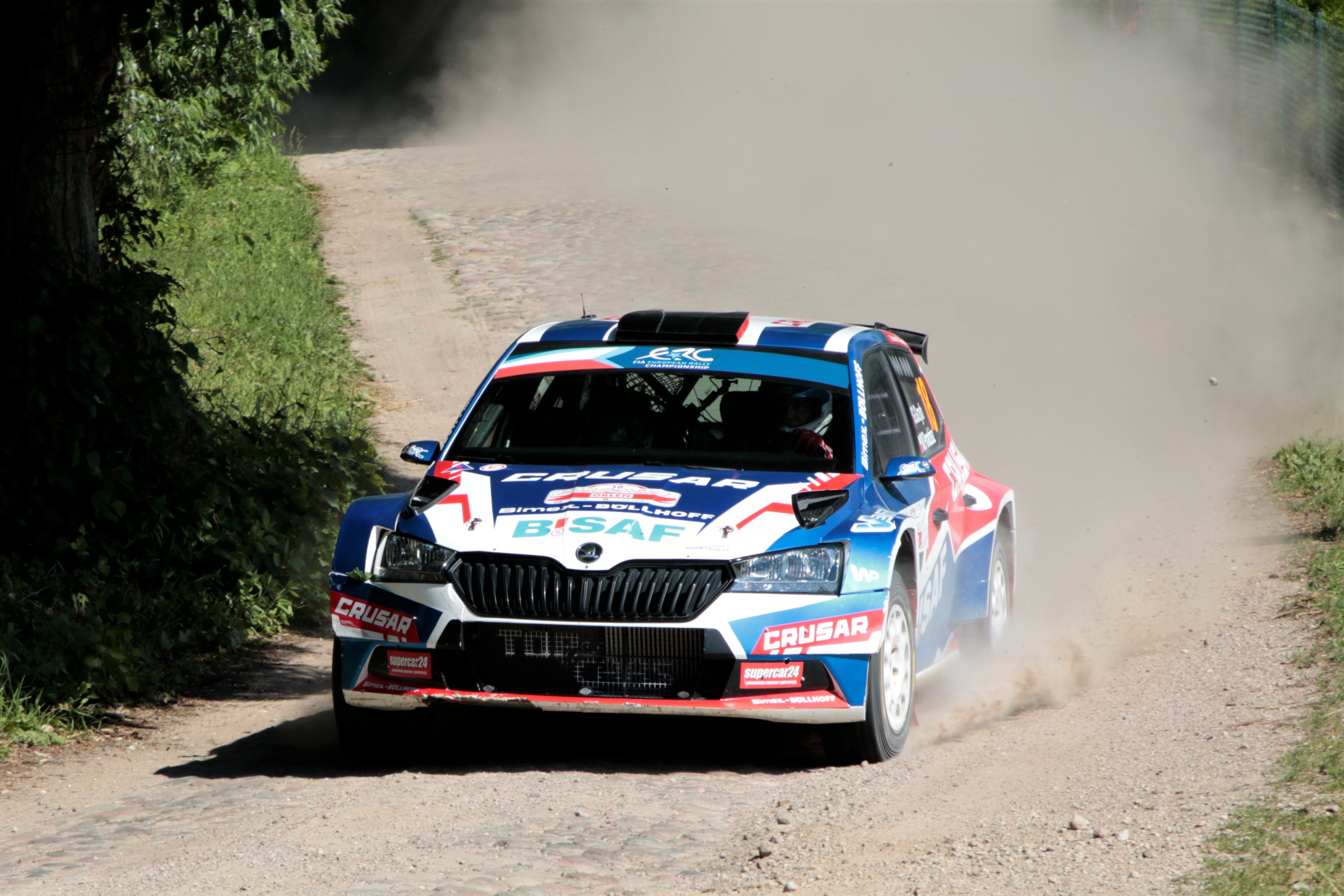
Grzegorz Grzyb

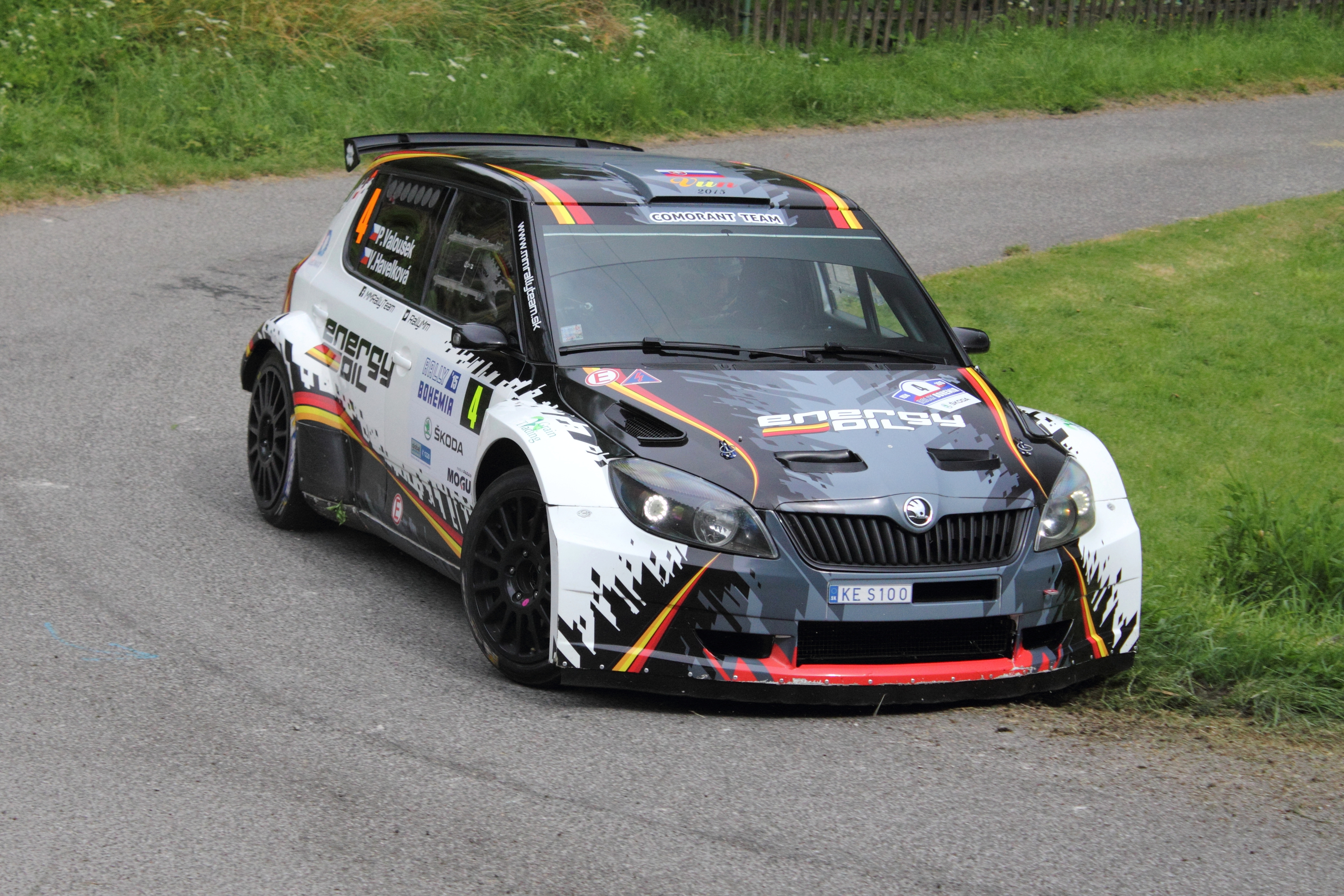
Pavel Valoušek

Mistrovství Slovenska v rallye je slovenský národní rallyový šampionát, pořádaný od roku 1994 a navzující na Mistrovství Československa v rallye.

## Mistři Slovenska v rallye
| Rok  | Jezdec              | Spolujezdec        | Vůz                                       | Tým                         |
| ---- | ------------------- | ------------------ | ----------------------------------------- | --------------------------- |
| 1994 | Jozef Béreš st.     | Michal Kočí        | Nissan Sunny GTI-R                        | Styllex Tuning Motorsport   |
| 1995 | Jozef Béreš st.     | Michal Kočí        | Ford Escort RS Cosworth                   | Styllex Tuning Motorsport   |
| 1996 | Stanislav Chovanec  | Henrich Kurus      | Ford Escort RS Cosworth                   | Matador Rally Team Slovakia |
| 1997 | Igor Drotár         | Vladimír Bánoci    | Toyota Celica GT-Four                     | Complex Košice              |
| 1998 | Enrico Bertone      | Michal Kočí        | Toyota Celica GT-Four                     | Styllex Tuning Motorsport   |
| 1999 | Stanislav Chovanec  | Karel Holaň        | Ford Escort RS Cosworth                   | Matador Rally Team Slovakia |
| 2000 | Stanislav Chovanec  | Karel Holaň        | Ford Escort RS Cosworth/Škoda Octavia WRC | Matador Rally Team          |
| 2001 | Janusz Kulig        | Emil Horniaček     | Toyota Corolla WRC                        | AMK Mikona                  |
| 2002 | Václav Pech         | Petr Uhel          | Ford Focus RS WRC '01                     | Mikona Slovnaft Rally Team  |
| 2003 | Václav Pech         | Petr Uhel          | Ford Focus RS WRC '02                     | Mikona Slovnaft Rally Team  |
| 2004 | Tibor Cserhalmi     | Martin Krajňák     | Mitsubishi Lancer Evo VII                 | Mimex Miva Motorsport       |
| 2005 | Jozef Béreš ml.     | Petr Starý         | Subaru Impreza STi                        | Styllex Tuning Motorsport   |
| 2006 | Grzegorz Grzyb      | Robert Hundla      | Mitsubishi Lancer Evo VIII                | K.I.T. Racing CS            |
| 2007 | Václav Pech         | Petr Uhel          | Mitsubishi Lancer Evo IX                  | Čedok Slovakia              |
| 2008 | Jozef Béreš ml.     | Róbert Müller      | Fiat Abarth Grande Punto S2000            | Tempus Styllex              |
| 2009 | Jozef Béreš ml.     | Róbert Müller      | Peugeot 207 S2000                         | Styllex Motorsport s.r.o.   |
| 2010 | Jozef Béreš ml.     | Róbert Müller      | Škoda Fabia S2000                         | Styllex Motorsport s.r.o.   |
| 2011 | Jozef Béreš ml.     | Róbert Müller      | Škoda Fabia S2000                         | Styllex Motorsport s.r.o.   |
| 2012 | Grzegorz Grzyb      | Robert Hundla      | Peugeot 207 S2000                         | Rufa Sport                  |
| 2013 | Grzegorz Grzyb      | Robert Hundla      | Škoda Fabia S2000/Ford Focus RS WRC '08   | Rufa Sport                  |
| 2014 | Grzegorz Grzyb      | Robert Hundla      | Škoda Fabia S2000                         | Rufa Sport                  |
| 2015 | Jaroslav Melichárek | Erik Melichárek    | Ford Fiesta RS WRC                        | Melico Racing               |
| 2016 | Pavel Valoušek      | Veronika Havelková | Škoda Fabia R5                            | Energy Oil Motorsport       |
| 2017 | Pavel Valoušek      | Veronika Havelková | Ford Fiesta R5                            | Icari Rally Team            |
| 2018 | Martin Koči         | Radovan Mozner ml. | Škoda Fabia R5                            | Škoda Slovakia Motorsport   |
| 2019 | Martin Koči         | Radovan Mozner ml. | Škoda Fabia R5                            | Škoda Slovakia Motorsport   |
| 2020 | Grzegorz Grzyb      | Michał Poradzisz   | Škoda Fabia Rally2 evo                    | Rufa Sport                  |

### Vícenásobná vítězství
|           | Jméno              | Tituly | Roky                         |
| --------- | ------------------ | ------ | ---------------------------- |
| Slovensko | Jozef Béreš ml.    | 5      | 2005, 2008, 2009, 2010, 2011 |
| Polsko    | Grzegorz Grzyb     | 5      | 2006, 2012, 2013, 2014, 2020 |
| Česko     | Stanislav Chovanec | 3      | 1996, 1999, 2000             |
| Česko     | Václav Pech        | 3      | 2002, 2003, 2007             |
| Slovensko | Jozef Béreš st.    | 2      | 1994, 1995                   |
| Česko     | Pavel Valoušek     | 2      | 2016, 2017                   |
| Slovensko | Martin Koči        | 2      | 2018, 2019                   |